# Lars Hall
Pour les articles homonymes, voir Hall.
Lars Göran Ivar Hall (né le 30 avril 1927 à Karlskrona, décédé le 26 avril 1991 à Täby) était un athlète suédois, champion olympique de pentathlon moderne.

## Biographie
Il était affilié au Flottans Idrottsförening de Karlskrona, puis de Stockholm.
Aux Jeux olympiques d'été de 1952, à Helsinki, il a remporté deux médailles, l'or en individuel et l'argent en équipe (avec Torsten Lindqvist et Claes Egnell). 
Il a conservé son titre aux Jeux olympiques d'été de 1956, à Melbourne.
Il a obtenu plusieurs titres mondiaux, notamment en 1950 et 1951, en individuel.

## Performances

### Jeux olympiques
- Pentathlon moderne aux Jeux olympiques d'été de 1952, à Helsinki:
  - individuel,  Médaille d'or
  - par  équipe,  Médaille d'argent
- Pentathlon moderne aux Jeux olympiques d'été de 1956, à Melbourne:
  - individuel,  Médaille d'or

### Championnats du monde
- individuel
  - 1950,  Médaille d'or
  - 1951,  Médaille d'or

- par  équipe
  - 1949,  Médaille d'or
  - 1950,  Médaille d'or
  - 1951,  Médaille d'or
  - 1953,  Médaille d'or